# Elpenor
Elpenor, i grekisk mytologi en av Odysseus kamrater, vilken berusad lagt sig att sova på taket till Kirkes palats, varifrån han föll ned och bröt nacken och dog. I underjorden mötte Odysseus Elpenors skugga, som rolös irrade omkring, eftersom hans lik ej begravts, vilket Odysseus verkställde vid sin återkomst till Kirkes ö.